# Walter Castor
A Walter Castor csehszlovák gyártmányú héthengeres, léghűtéses csillagmotor volt, amelyet az 1920-as évek végén fejlesztettek ki a Walter motorgyárban. Kilenchengeres változata a Walter Super Castor.

## Jellemzői
A 117 kW (240 LE) teljesítményű héthengeres csillagmotort 1929-ben tervezték a Walter motorgyárban. 1933-ban jelent meg a javított, növelt teljesítményű 191 kW-os (260 LE) változata, a Castor II. 1934-ben egy még erősebb 206 kW-os (280 LE) változat, a Castor III is megjelent. A Castor II-nek létezett reduktoros változata is, a Castor IIR.
1937–1938-ban létrehozták a kilenchengeres változatát, a Super Castor motort. Ez fordulatszám-csökkentő reduktort kapott, valamint automatikus keverék- és töltőnyomás szabályozással látták el.
A léghűtéses benzinmotor kenési rendszere szárazkarteres megoldású, a kenőolaj-ellátást két fogaskerekes olajszivattyú biztosítja. A felhasznált kenőolaj a motor legalsó részén gyűlik össze, ahonnan egy további olajszivattyú egy szűrőn keresztül juttatja vissza a kenőolajat az olajtartályba. A két részből összeépített motorblokk és a hengerek acélból, a hengerfej és a dugattyúk hőkezelt alumíniumból készült. A motor hengerenként két szeleppel rendelkezik. A szelepvezérlés hagyományos (alul vezérelt, felül szelepelt). A szelepeket emelőrudak működtették szelephimbán keresztül. A duplatorkú Zenith 60 D.C.J. porlasztót a motorblokk hátsó részén helyezték el. A keverék a porlasztóból a motorblokk hátsó részében kialakított kamrába jut, amelyből egy ventilátor a keveréket a levegővel egyenletesen elkeverve a szívócsövekbe juttatja. A gyújtásról két Bosch G.F.7 vagy Scintilla G.N.7 mágneses gyújtó gondoskodik.

## Változatok
- Castor – 117 kW-os[1] (240 LE) alapváltozat
- Castor II – 194 kW-os[2] (260 LE) növelt teljesítményű változat
  - Castor IIR – A Castor II reduktoros változata, teljesítménye 206 kW (280 LE)
- Castor III – 206 kW-os (280 LE) változat

## Alkalmazása

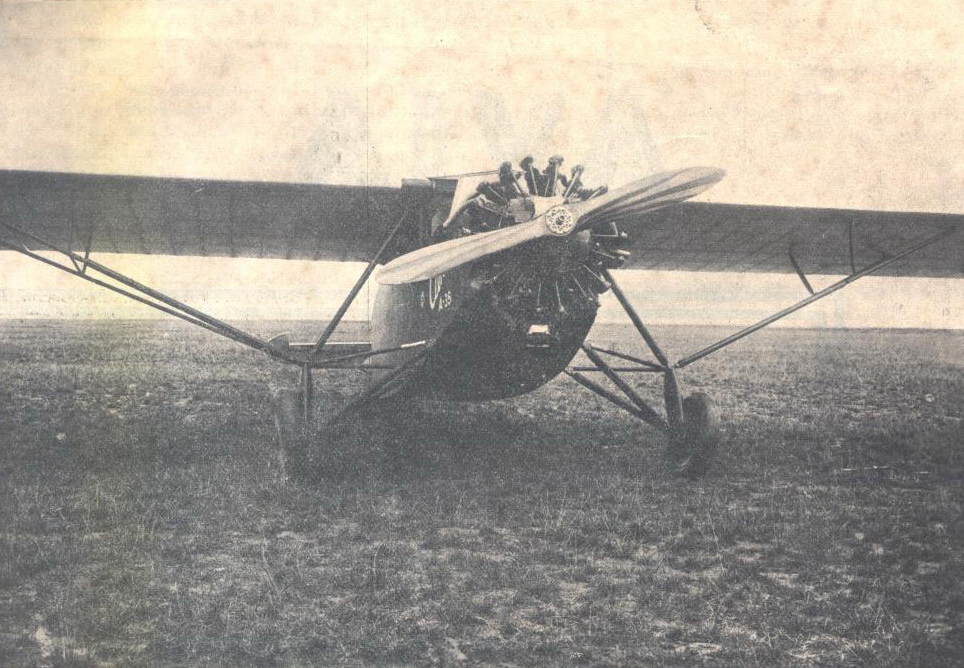
Walter Castor csillagmotor Aero A–35-ös utasszállító repülőgépbe építve

- Aero A–35
- Aero A–304 (Super Castor)
- Airspeed Envoy
- Breda Ba.25
- Dornier Do K
- Fizir F1V
- Hopfner HV–6/28
- Letov Š–28
- Rogozarski AZR
- Savoia-Marchetti S.71

## Műszaki adatok(Castor alapváltozat)
- Hengerek száma: 7
- Kompresszióviszony: 6:1
- Furat: 135 mm
- Löket: 170 mm
- Tömeg: 248 kg
- Névleges teljesítmény: 240 LE
- Maximális teljesítmény: 260 LE (1850 1/perc fordulatszámnál)